# Benteler Automotive
Benteler Automotive est une entreprise de sous-traitance de l'industrie automobile installée à Migennes dans l'Yonne. Une petite unité est située à Douai dans le Nord.
C'est une filiale de la société allemande Benteler International.

## Histoire
L'entreprise a été créée en mai 1964.
En novembre 2021, Benteler annonce la fermeture du site de Migennes, ce qui engendre la perte de 400 emplois, dont 311 en CDI,.

## Productions
Spécialisée dans le découpage et l'usinage d'acier, aluminium, inox, cuivre, titane et de tantale pour les secteurs de l'énergie et de l'automobile, l'entreprise est un fournisseur majeur « des pièces mécaniques à destination des équipementiers automobiles ». 

## Partenariat
En 2012, il devient un des fournisseurs de PSA Peugeot Citroên.
L'entreprise italienne de design automobile Pininfarina noue en 2020 un partenariat avec les équipementiers allemands Bosch et Benteler, qui ont conçu ensemble une plateforme modulaire pour véhicules électriques. 